# Max Landis

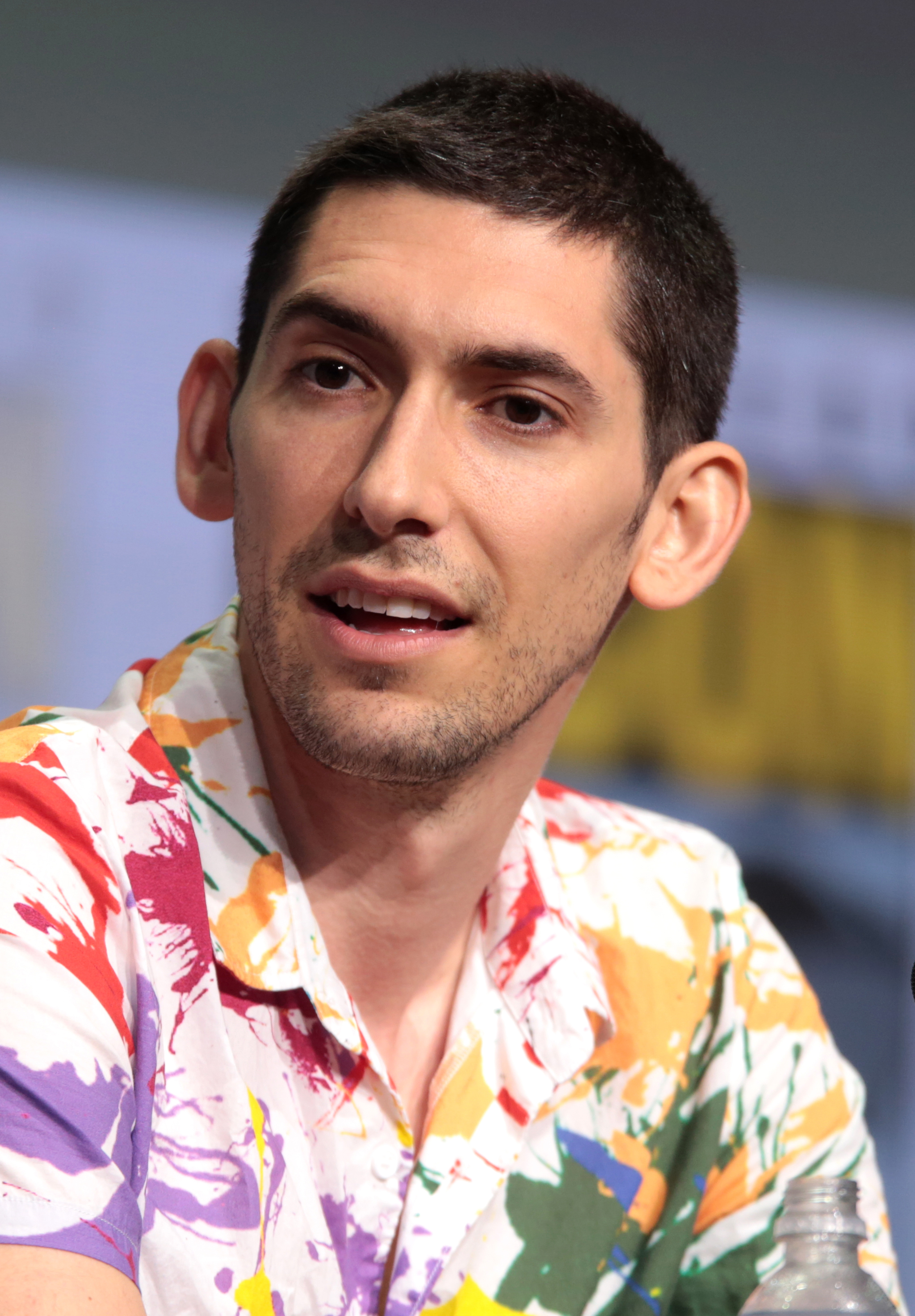
Max Landis auf der Comic-Con in San Diego im Juli 2017

Max Landis (* 3. August 1985 in Los Angeles, Kalifornien) ist ein US-amerikanischer Filmregisseur, Drehbuchautor und Schauspieler.

## Leben
Landis wurde 1985 als zweites Kind des Regisseurs John Landis und der Kostümdesignerin Deborah Nadoolman geboren. Seine ältere Schwester Rachel ist nicht im Filmgeschäft tätig.
Landis trat zunächst als Schauspieler in Erscheinung, oft bei Filmen seines Vaters wie Eine Familie zum Kotzen, Blues Brothers 2000 oder Burke & Hare.
Seine ersten Drehbücher schrieb er Anfang der 2000er Jahre. 2005 wurde sein Drehbuch für eine Episode der Fernsehserie Masters of Horror unter der Regie seines Vaters umgesetzt. Während seines Studiums an der University of Miami schrieb Landis diverse Drehbücher für Kurzfilme, die dann von Filmstudenten umgesetzt wurden.
Nach seinem Studium konnte Landis sein Drehbuch für den Superheldenfilm Chronicle – Wozu bist Du fähig? an den Produzenten John Davis verkaufen, der es 2012 schließlich unter der Regie von Josh Trank verfilmen ließ. Der Film war sowohl bei der Kritik als auch an den Kinokassen sehr erfolgreich.
Es folgten die Drehbücher für den Stoner-Movie American Ultra und den Horrorfilm Victor Frankenstein – Genie und Wahnsinn, die beide 2015 in die Kinos kamen, jedoch an den Erfolg von Chronicle nicht anknüpfen konnten. Beide Filme stießen auf verhaltene bis negative Kritiken und floppten an den Kinokassen. Landis schrieb auch das Drehbuch für den Fantasy-Action-Film Bright, der 2017 bei Netflix veröffentlicht wurde.
Landis’ Regiedebüt, die Komödie Me Him Her, zu der er auch das Drehbuch verfasst hatte, lief 2016 in den US-Kinos an und wurde zeitgleich auf Video-on-Demand veröffentlicht. Die Dreharbeiten zu dem Film hatte Landis bereits 2014 abgeschlossen. Im April 2016 wurde die Verfilmung seines Drehbuchs Mr. Right direkt auf DVD und Video on Demand veröffentlicht.
Landis entwickelte die Serie Dirk Gentlys holistische Detektei, basierend auf den Romanen von Douglas Adams für die BBC. Die Serie wurde nach Ausstrahlung der zweiten Staffel 2017 abgesetzt.

### Vorwürfe des sexuellen Missbrauchs und der Vergewaltigung
Bereits 2013 stand Landis in heftiger Kritik, nachdem er sich in einem Interview mehrfach sexistisch und frauenfeindlich geäußert hatte und sich damit brüstete, bei einer Ex-Freundin durch sein Verhalten mehrere psychische Probleme ausgelöst zu haben, etwa Angststörungen, Selbsthass und Dysmorphophobie.
Im Zuge der MeToo-Bewegung häuften sich ab 2017 Vorwürfe mehrerer Frauen gegen Landis. Insbesondere ehemalige Mitarbeiterinnen sagten gegen ihn aus, wobei die Anschuldigungen von psychischer und körperlicher Gewalt über sexuellen Missbrauch bis hin zu Vergewaltigung reichten. Bis 2019 meldeten sich insgesamt acht Frauen zu Wort.
Im August 2021 veröffentlichte Landis einen Essay, in dem er Stellung zu Vorwürfen um seine Person bezog.

## Filmografie (Auswahl)
Drehbuchautor
- 2005: Masters of Horror (Fernsehserie, eine Episode)
- 2008: Dupe (Kurzfilm)
- 2008: Tumbler (Kurzfilm)
- 2009: Fear Itself (Fernsehserie, eine Episode)
- 2009: Ghost Closet '07 (Kurzfilm)
- 2011: The Death and Return of Superman (Kurzfilm)
- 2012: Chronicle – Wozu bist Du fähig? (Chronicle)
- 2014: Jane LA (Kurzfilm)
- 2015: Me Him Her
- 2015: American Ultra
- 2015: Mr. Right
- 2015: Victor Frankenstein – Genie und Wahnsinn (Victor Frankenstein)
- 2016–2017: Dirk Gentlys holistische Detektei (Dirk Gently’s Holistic Detective Agency, Fernsehserie)
- 2017: Bright
- 2020: Shadow in the Cloud

Regisseur
- 2011: The Death and Return of Superman (Kurzfilm)
- 2014: The Slap (Kurzfilm)
- 2014: Jane LA (Kurzfilm)
- 2015: Ariana Grande – One Last Time (Musikvideo)
- 2015: Me Him Her

Schauspieler
- 1996: Eine Familie zum Kotzen (The Stupids)
- 1998: Blues Brothers 2000
- 2009: Ghost Closet '07 (Kurzfilm)
- 2010: Burke & Hare
- 2010: Modern Romance (Kurzfilm)
- 2014: Homemade Movies (Fernsehserie, eine Episode)
- 2014: Jane LA (Kurzfilm)
- 2015: Me Him Her